# Струмок Віта (річка)
Струмок Віта  — мала річка в Україні, що протікає на Придніпровській височині в межах с. Хотів Києво-Святошинського району Київської області та Києва. Ліва притока річки Віта, що впадає в Дніпро.

## Характеристика
На сучасних картах у назву річки додано слово «струмок», щоб не дублювалося з назвою головної річки — Віта. В деяких роботах її називають Мала Віта. Раніше, у працях краєзнавців ХІХ ст. вона називалася річка Хотівська (за Д. П. де ля Флізом), річка Хотівка (або Донашка) — за Л. Похилевичем.. В деяких випадках і сьогодні вживають назву Хотівський струмок ("Річки Києва").
Витік Струмка Віта знаходиться в лісі, розташованому між північною околицею села Хотів та селом Новосілки.
Впадає в річку Віта в селищі Пирогів (Київ).
Долина Струмка Віта має трапецієподібну форму, терасована. Лівий схил долини в межах Хотова зсувонебезпечний. Так, у 2001 р. на лівому схилі в районі верхнього ставка в Хотові відбувся зсув ґрунту. За спогадами старожилів значний зсув ґрунту відбувся й перед Другою світовою війною на лівому схилі в районі  теперішнього нижнього ставка.
Довжина — 12,6 км, площа басейну — 22,9 км², середня багаторічна витрата води — 0,05 м³/с. Середній багаторічний обсяг стоку води — 1,5 млн м³ на рік. Вода гідрокарбонатно-кальцієвого складу з мінералізацією близько 720 мг/дм3 та твердістю води 6,4 мг-екв/дм3 (вперше визначено В. К. Хільчевським у 1980 р. при дослідженнях за темою "Дослідити природні умови і ресурси м.Києва та приміської зони на період 1980-2020 рр." для генплану Києва, прийнятого 1986 р.).
На Струмку Віта в Хотові розташовано два ставки: верхній — збудований значною мірою вручну на початку 1950 рр.; нижній — збудований у 1970 році, зариблений. 
Каскад з 5-ти ставків розташовано на р. Стратівка, лівій притоці Струмка Віта, яка витікає з Феофанії. Ці ставки є окрасою ландшафту території Садово-паркового комплексу НАН України «Феофанія».

## Природні та історичні пам'ятки в басейні річки
- Садово-парковий комплекс НАН України "Феофанія".
- Хотівське городище скіфських часів (IV–VI ст. до н. е.) — пам'ятка археології України національного значення.
- Фрагмент тунельного переходу під Дніпром — близько 40 метрів військового секретного тунельного переходу, який будувався в 1936—1941 рр. під руслом Дніпра, як складова частина Київського укріпленого району (фрагмент на поверхні, у заплаві Струмка Віта між Хотовом та Пироговом).

## Галерея

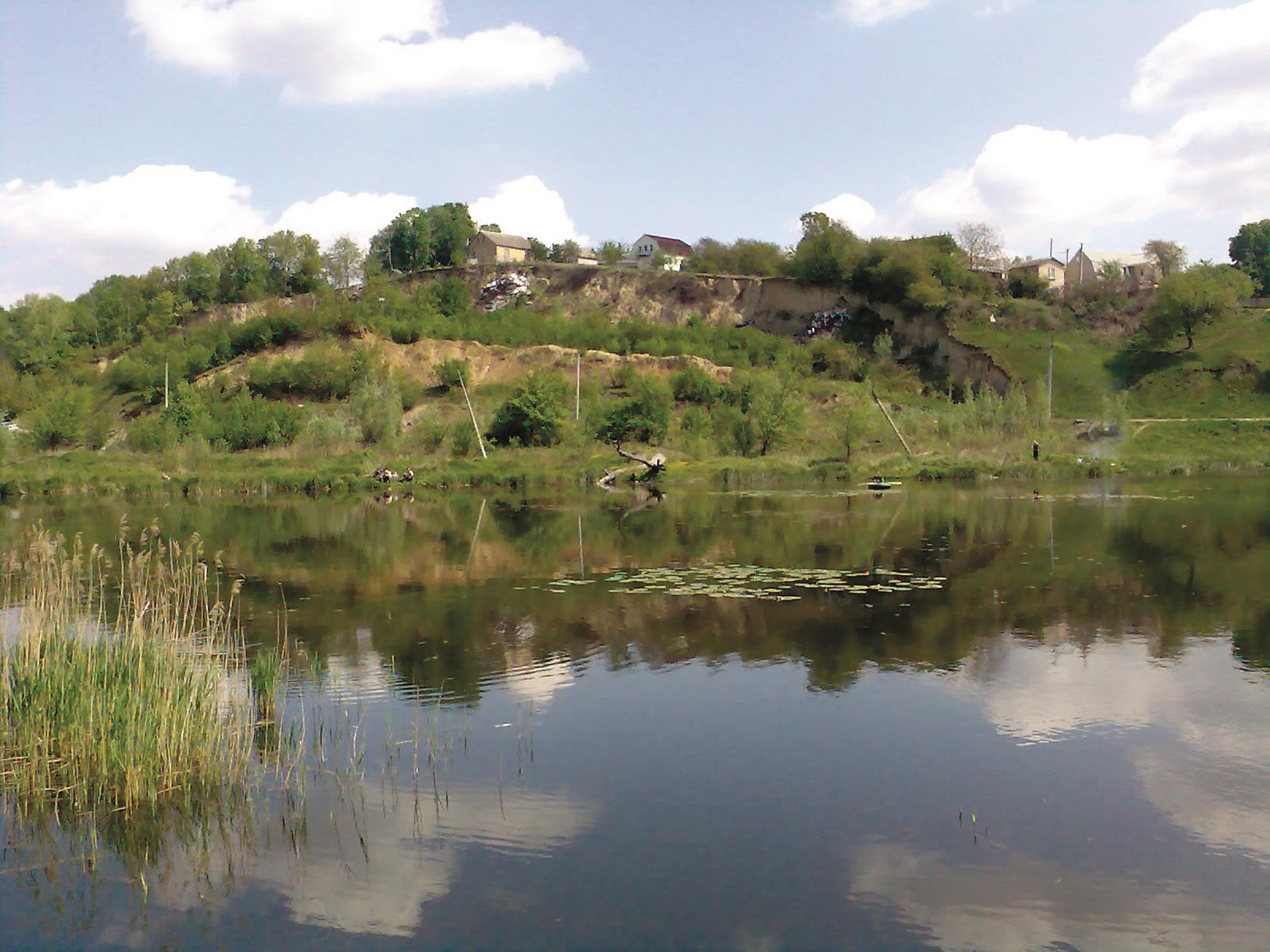
Верхній ставок на Струмку Віта (лівий берег, місце зсуву ґрунту 2001 р.) в Хотові, фото 2007 р.
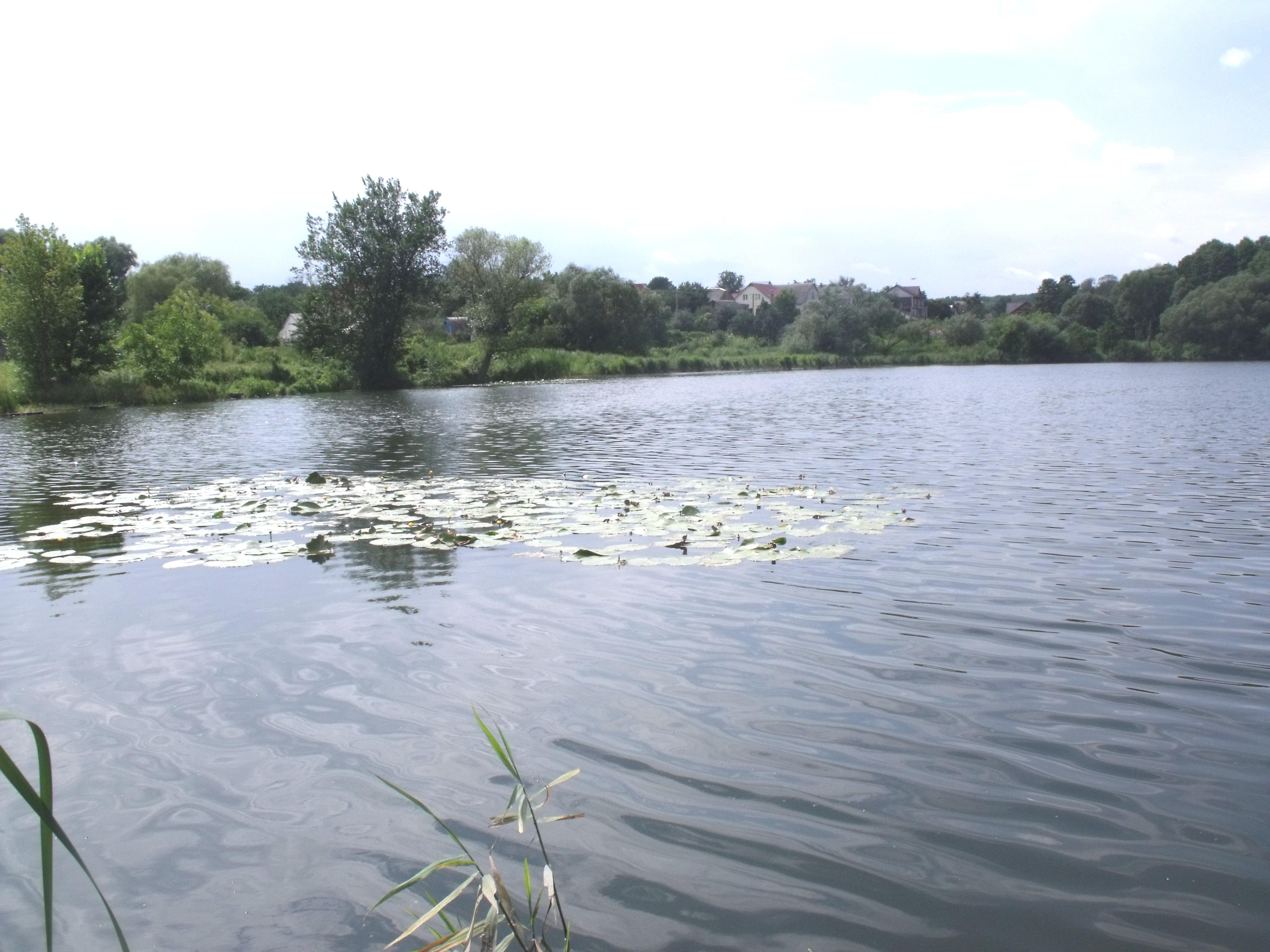
Верхній ставок на Струмку Віта в Хотові, 2016 р.
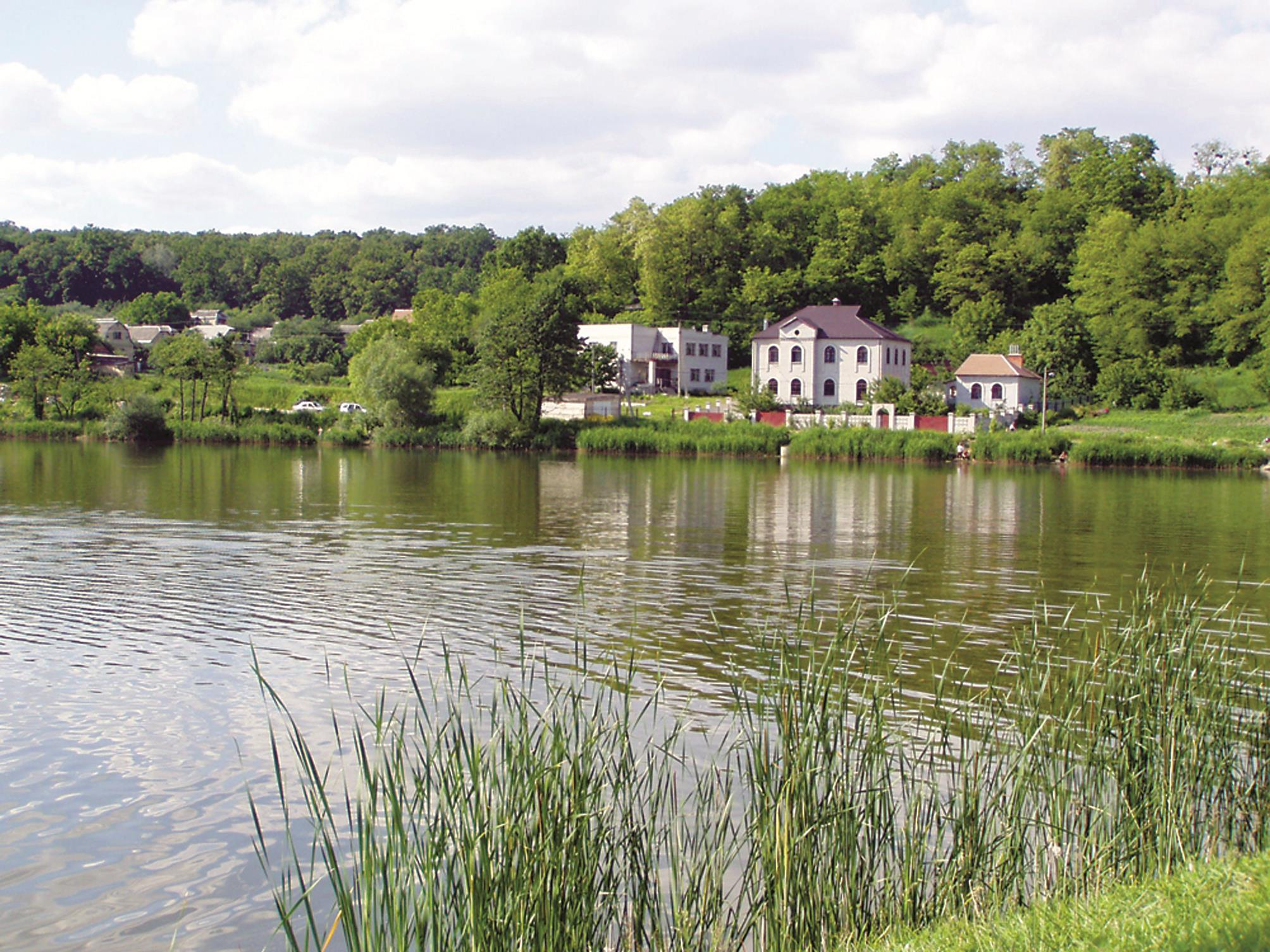
Нижній ставок на Струмку Віта в Хотові, 2007 р.
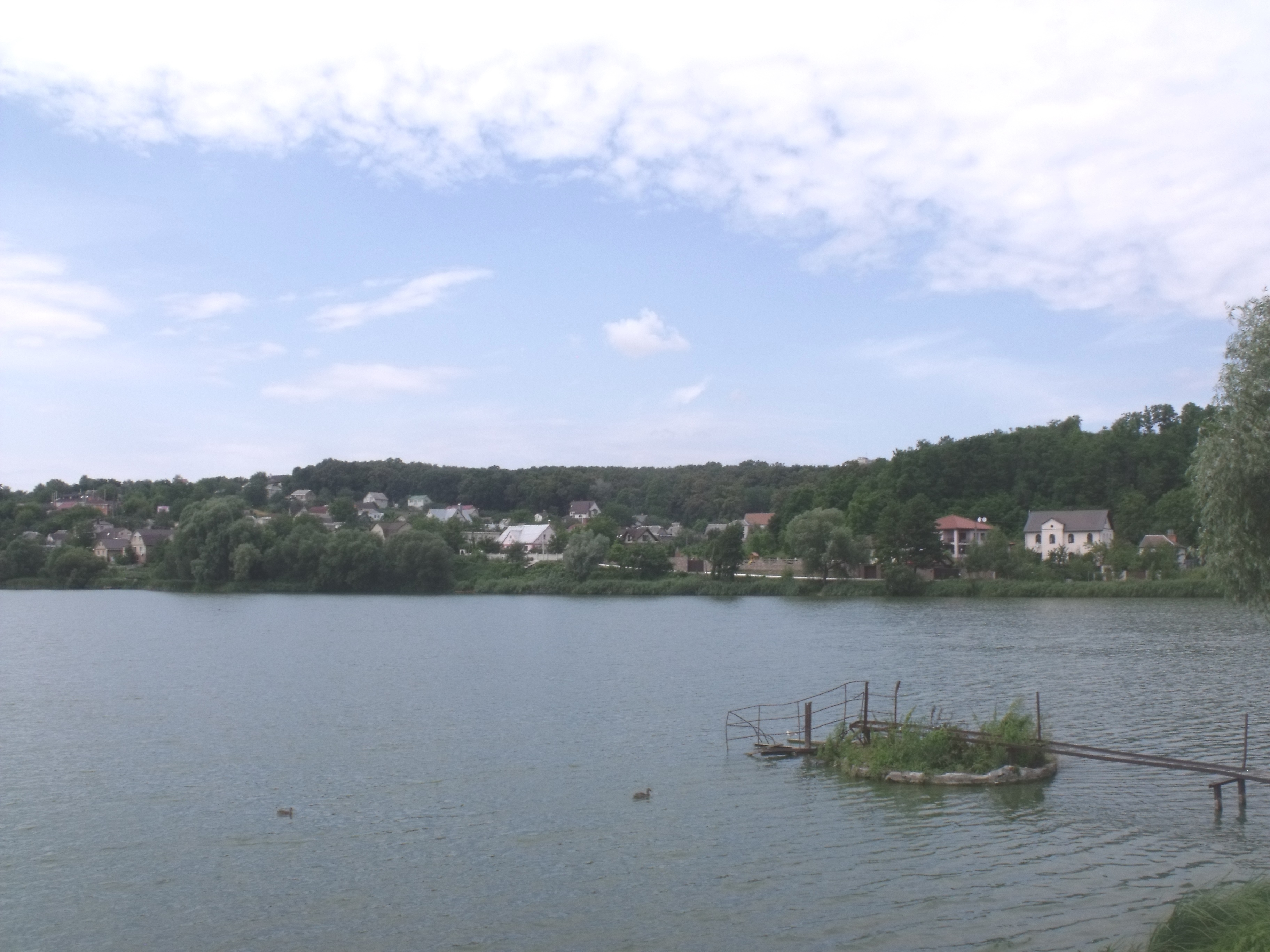
Нижній ставок на Струмку Віта в Хотові, 2016 р.